# 인천중부소방서
인천중부소방서(仁川中部消防署, Incheon Jungbu Fire Station)는 인천광역시 중구 일부, 인천광역시 동구, 인천광역시 옹진군 일부를 관할하는 인천광역시 소방본부 산하의 소방서이다.
소방서장은 소방정으로 보한다.

## 연혁
- 1944년 9월 1일: 인천소방서 개서
- 1980년 8월 1일: 인천북부소방서 분리
- 1986년 12월 26일: 인천중부소방서로 변경
- 1986년 12월 30일: 인천남부소방서(현재 인천남동소방서) 분리
- 2015년 6월 22일: 인천공항소방서(현재 인천영종소방서) 분리
- 2019년 4월 17일: 조직 개편으로 영흥119안전센터와 산하의 일부 지역대들을 인천송도소방서로 변경

## 조직
| - 소방행정과 - 행정팀 - 예산장비팀 | - 예방안전과 - 예방총괄팀 - 안전지도팀 - 홍보교육팀 | - 대응구조구급과 - 대응관리팀 - 구조구급팀 | - 현장대응단 - 지휘조사팀 - 안전보건팀 |

## 관할센터 및 관할구역
인천중부소방서는 7개의 119안전센터와 1개의 소방정대, 1개의 구조대를 산하에 두고 있다.
| 명칭                     | 사진 | 주소                        | 관할구역                                                                                    | 지역대                      |
| ------------------------ | ---- | --------------------------- | ------------------------------------------------------------------------------------------- | --------------------------- |
| 중앙119안전센터          |      | 중구 인중로 204             | 중구 신포동, 도원동, 북성동, 율목동, 동인천동 일부, 연안동 일부, 신흥동 일부, 옹진군 연평면 | 연평119지역대               |
| 송현119안전센터          |      | 동구 방축로 39              | 동구 송현4·6동, 송림동 일부                                                                 |                             |
| 송림119안전센터          |      | 동구 샛골로 133             | 동구 송림1·2·3·5동, 금창동                                                                  |                             |
| 만석119안전센터          |      | 동구 제물량로 396           | 동구 만석동, 화수1·화평·2동, 중구 송월동, 동인천동 일부                                     |                             |
| 연안119안전센터          |      | 중구 축항대로118길 114      | 중구 신흥동 일부, 연안동 일부                                                               |                             |
| 영흥119안전센터          |      | 옹진군 영흥면 영흥로 283-32 | 옹진군 영흥면, 덕적면, 자월면                                                               | 덕적119지역대 자월119지역대 |
| 백령119안전센터          |      | 옹진군 백령면 백령남로 30   | 옹진군 백령면, 대청면                                                                       | 대청119지역대               |
| 인천중부소방서 소방정대  |      | 중구 연안부두로128길 16     | 인천광역시 전역                                                                             |                             |
| 인천중부소방서 119구조대 |      | 중구 서해대로 397           | 인천광역시 중구 일부, 동구, 옹진군 일부                                                     |                             |

## 사건사고
- 인현동 호프집 화재 참사

## 같이 보기
- 대한민국 소방청
- 대한민국의 소방
- 소방관 계급